# Pööritsa (Elva)
Pööritsa est une localité de la commune d'Elva, en Estonie. 
Au 31 décembre 2011, il compte 94 habitants.